# ولهان (اسم)
ولهان هو اسم علم مذكر من أصل عربي، ومعناه هو الحزين الذاهب عقله المتحير الهائم.

## وصلات خارجية
- موسوعة السلطان قابوس لأسماء العرب